# 小行星8345
小行星8345（英語：8345 Ulmerspatz）是一颗围绕太阳公转的小行星。1987年1月22日，艾瑞克·怀特·埃尔斯特在拉西拉天文台发现了此天体。
这颗小行星的绝对星等为152.84287等。